# Zones non municipalisées
| Voir la carte administrative · El Encanto · La Chorrera · La Pedrera · La Victoria · Mirití-Paraná · Puerto Alegría · Puerto Arica · Puerto Santander · Tarapacá · Barranco Minas · Cacahual · La Guadalupe · Mapiripana · Morichal Nuevo · Pana Pana · Puerto Colombia · San Felipe · Pacoa · Papunahua · Yavaraté |

| Voir la carte topographique · El Encanto · La Chorrera · La Pedrera · La Victoria · Mirití-Paraná · Puerto Alegría · Puerto Arica · Puerto Santander · Tarapacá · Barranco Minas · Cacahual · La Guadalupe · Mapiripana · Morichal Nuevo · Pana Pana · Puerto Colombia · San Felipe · Pacoa · Papunahua · Yavaraté |

Les zones non municipalisées, anciennement appelées corregimientos départementaux, sont en Colombie des divisions administratives du même niveau que les municipalités mais dont le mode de gestion diffère.

## Zones non municipalisées vs. municipalités
La différence entre les deux est le mode d'administration du territoire : alors que les municipalités disposent d'un maire (alcalde) élu et d'un conseil municipal, les zones non municipalisées sont gérés directement par l'échelon au-dessus, les départements. Cela est généralement dû à un déficit de population qui ne permet pas de disposer d'un conseil municipal élu. Le cas se rencontre donc principalement dans les départements peu peuplés du sud-est du pays (région amazonienne et Orénoquie).

## Liste
Amazonas
El Encanto · La Chorrera · La Pedrera · La Victoria · Mirití-Paraná · Puerto Alegría · Puerto Arica · Puerto Santander · Tarapacá
 Guainía
Cacahual · La Guadalupe · Morichal Nuevo · Pana Pana · Puerto Colombia · San Felipe
 Vaupés
Pacoa · Papunahua · Yavaraté